# Lijsten van wielerploegen
Hieronder volgen lijsten van wielerploegen, gerangschikt per jaar en per land.

## Lijsten per jaar
Deze lijsten bevatten de wielerploegen volgens de UCI-indeling in ProTour-, professioneel continentale of continentale ploegen, met hun UCI-code en ploegnaam voor het vermelde jaar.
- Lijst van wielerploegen/2010
- Lijst van wielerploegen/2011
- Lijst van wielerploegen/2012
- Lijst van wielerploegen/2013
- Lijst van wielerploegen/2014
- Lijst van wielerploegen/2015
- Lijst van wielerploegen/2016

## Lijst per land
Deze lijst bevat per land een historische lijst van wielerploegen.
- Lijst van wielerploegen per land